# Bertel Storskrubb
Alf Bertel « Bebbe » Storskrubb (né le 24 avril 1917 à Jakobstad, mort le 21 avril 1996 à Helsinki) est un athlète finlandais, spécialiste du 400 mètres haies.

## Biographie
Aux Championnats d'Europe de 1946, Bertel Storskrubb remporte le 400 mètres haies en 52 s 2, devant les Suédois Sixten Larsson et Rune Larsson.

### Palmarès
| Date | Compétition           | Lieu    | Résultat | Épreuve     | Performance  |
| ---- | --------------------- | ------- | -------- | ----------- | ------------ |
| 1946 | Championnats d'Europe | Oslo    | 1er      | 400 m haies | 52 s 2       |
| 1948 | Jeux olympiques       | Londres | 4e       | 4 x 400 m   | 3 min 24 s 8 |

### Records
| Épreuve          | Performance | Lieu | Date |
| ---------------- | ----------- | ---- | ---- |
| 400 mètres       | 48 s 0      | —    | 1945 |
| 400 mètres haies | 52 s 2      | Oslo | 1946 |